# 松島栄利子
松島 栄利子（まつしま えりこ、1957年3月13日 - ）は、日本の女性声優。以前はゆーりんプロに所属していた。ゆーりんプロ付属の養成所であるよこざわけい子 声優・ナレータースクール11期生。北海道出身。趣味はジャズダンス。

## 出演作品

### テレビアニメ
- 鍵姫物語 永久アリス輪舞曲（老婦人 #10）
- CODE-E（老婆A）
- 地獄少女（あいの祖母）
- 地獄少女 二籠（あいの祖母、置屋の女将 #16）
- 地獄少女 三鼎（あいの祖母、主婦）
- 純情ロマンチカ（宮城の母）
- 瀬戸の花嫁（永澄の祖母）
- 逮捕しちゃうぞ フルスロットル（おばあさん）
- 桃華月憚（学園長）
- BACCANO! -バッカーノ!-（老婦人）
- ひぐらしのなく頃に（老人A）
- ひぐらしのなく頃に解（主婦、老婆、村人）
- 魔法遣いに大切なこと 〜夏のソラ〜（佐藤芳子）
- ルビー・グルーム（ミリー）
- 地獄少女 宵伽（あいの祖母）

### OVA
- ひぐらしのなく頃に礼（老婆）
- 瀬戸の花嫁 否苦炒亜怒羅魔 極道の妻 KEJIME（2010年、永澄の祖母）

### ドラマ
- 地獄少女（あいの祖母）（声のみ）

### 吹き替え
- ディア マイ ファーザー（リトル夫人）
- 屋根部屋のネコ（祖母）
- マルコム in the Middle

### 舞台
- 燃えよ!西遊記（2004年）
- 火恋〜卑弥呼〜（2005年）（偽クシナダ）